# Drôme (département)
Pour les articles homonymes, voir Drôme.
La Drôme (/dʁom/) est un département français situé dans le sud-est du pays et dont le nom vient de la rivière Drôme. Il fait partie de la région Auvergne-Rhône-Alpes. Sa préfecture est Valence.
L'Insee et La Poste lui attribuent le code 26. Ses habitants sont les Drômois.

## Géographie

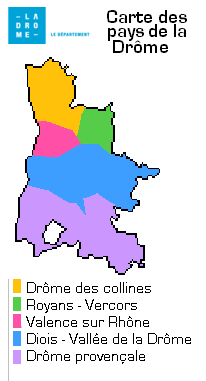
Les pays de la Drôme.

Cantons de la Drôme.

### Localisation
La Drôme est située dans le Sud-Est de la France et fait partie de la région Auvergne-Rhône-Alpes.
| Ardèche            | Isère    | Isère                                 |
| Ardèche            | Drôme    | Isère, Hautes-Alpes                   |
| Ardèche            | Vaucluse | Hautes-Alpes, Alpes-de-Haute-Provence |
| Enclave : Vaucluse |          |                                       |

On y distingue :
- la Drôme des collines au nord, au caractère verdoyant semblable aux monts du Lyonnais ;
- le Valentinois à l'ouest ;
- le massif du Vercors à l'est (parc naturel régional) ;
- la vallée de la Drôme et le Diois au pied du Vercors (où se situent les plus hauts sommets du département), zone géographique de transition avec le sud ;
- la Drôme provençale avec le parc naturel régional des Baronnies provençales au sud.

La liste des régions naturelles de France donne : Baronnies, plateau de Chambaran, Diois, Drôme des collines, Drôme provençale, Royans, Tricastin, Valdaine, Valentinois, vallée de la Drôme.
Une des particularités de la Drôme est de posséder une enclave qui fait partie du département voisin de Vaucluse, l'enclave des papes.

### Relief et géologie
Le département très étendu et au relief tourmenté appartient au massif des Alpes occidentales intégrant les Préalpes du Vercors, Diois, Dévoluy, Baronnies à l'est et la vallée du Rhône à l'ouest. Le point culminant est situé dans le massif du Dévoluy à 2 453 m, le rocher Rond.

Paysages de la Drôme :
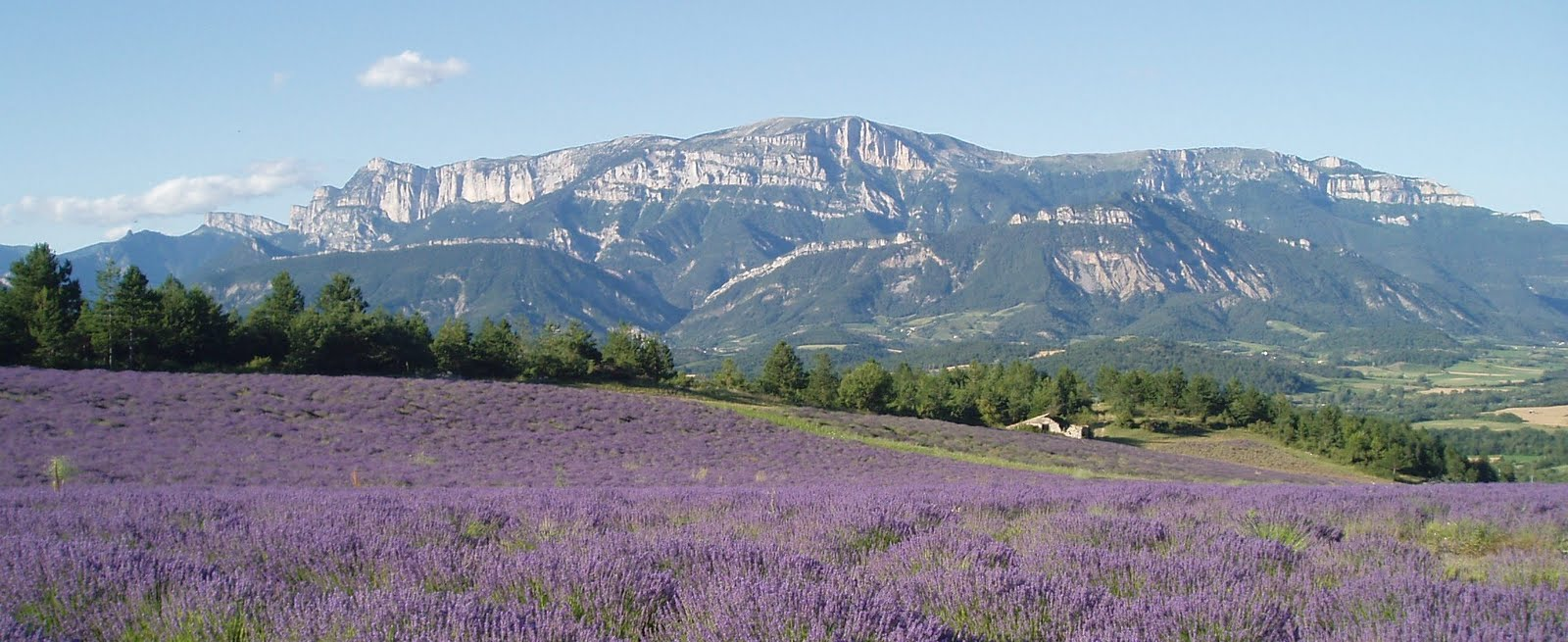
Champs de lavande et Le Glandasse (Pié Ferré), dans l'est.
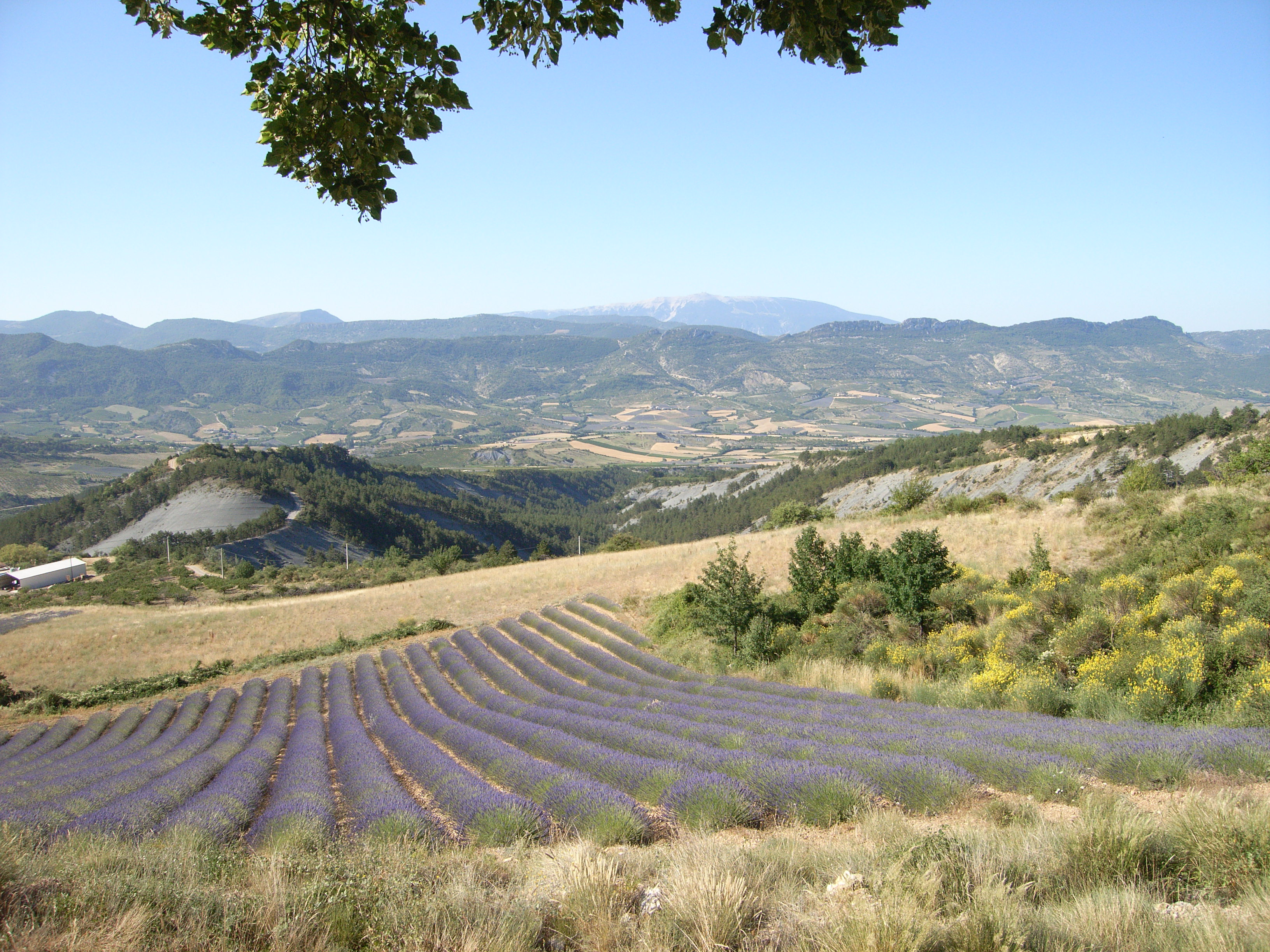
Les Baronnies : vallée de Sainte-Jalle vue du col de Soubeyrand, dans le sud. Au fond le mont Ventoux (Vaucluse).
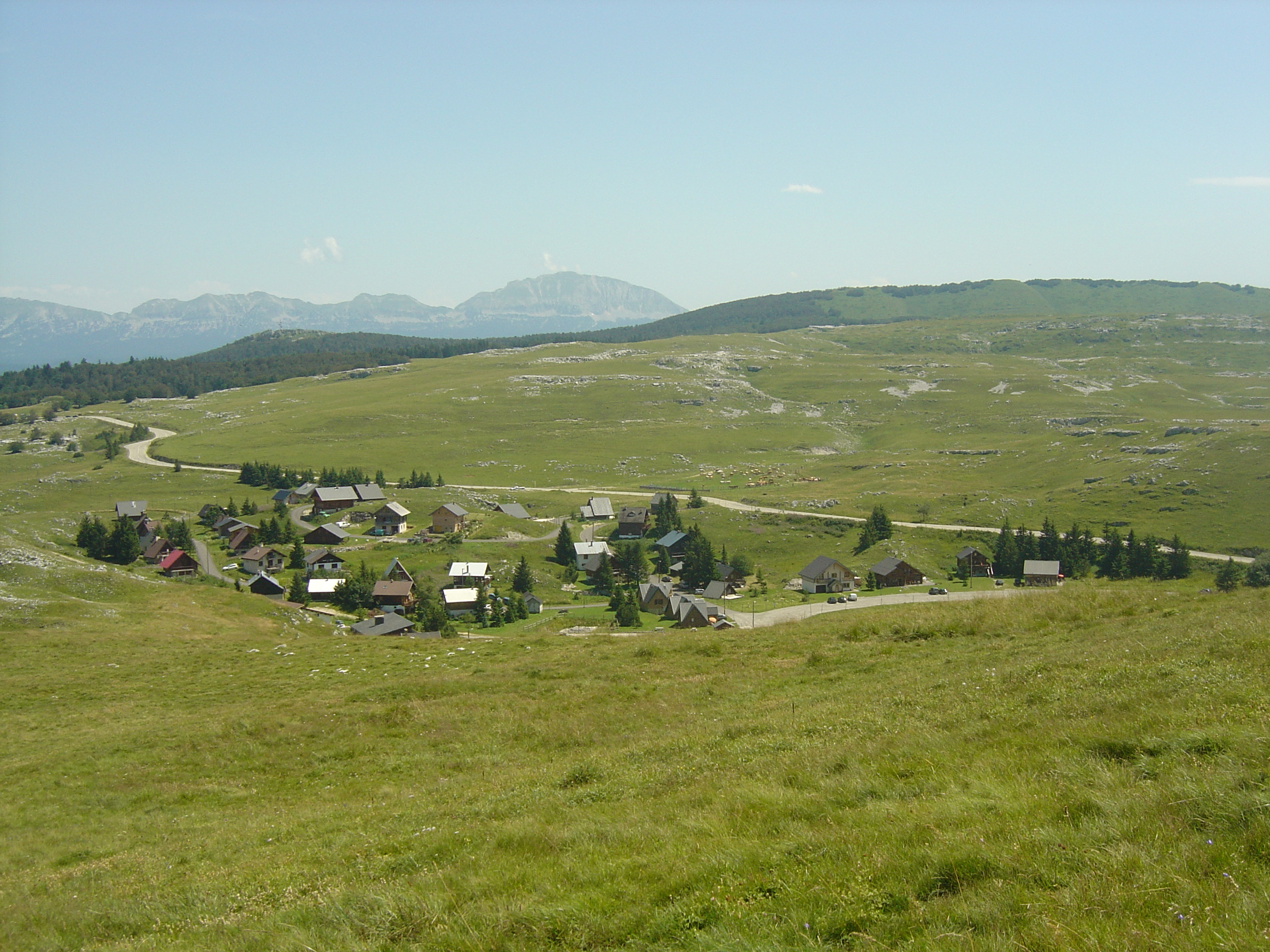
Le plateau de Font d'Urle, dans le nord-est.

### Climat
Le climat de la Drôme est de type méditerranéen au sud. Au nord de la plaine de Valence, qui marque la transition, il est de type méditerranéen altéré avec des influences océaniques tandis qu'au sud de la plaine de Valence, il est de type méditerranéen franc. Le climat de type montagnard est marqué à l'est du département dans tout l'arrière-pays montagneux, massifs du Vercors, du Diois - et des Baronnies (Préalpes).
Dans la vallée du Rhône, certains locaux et naturalistes fixent le défilé de Donzère comme limite de la végétation méditerranéenne mais ce phénomène est en réalité davantage lié à la nature du sol. En effet, à cet endroit la quantité de chênes verts, des cistes, des rolliers d'Europe et autres espèces typiquement méditerranéennes devient moins importante. Dans l'arrière-pays Vercors / Diois la limite de végétation entre Alpes du Nord et Alpes du Sud se situe sur la latitude du col de Rousset et s'exprime par une limite pluie/neige et un ensoleillement plus marqués.
Malgré d'importantes différences intérieures et variabilité d'une année sur l'autre, l'ensoleillement annuel est estimé de 2000 à 2800 heures environ du nord au sud. Il est en moyenne de 2500 heures par an à Valence. En 2020, la Drôme occupe la 8e place des départements les plus ensoleillés de France, entre la Haute-Corse et la Corse-du-Sud.
Il existe deux types de vents principaux : le mistral (vent du nord) et le marin (vent de sud). Le mistral assèche l'air tandis que le marin apporte de l'air doux et humide de Méditerranée. Ces vents peuvent être violents, notamment en vallée du Rhône.
La pluviométrie annuelle est assez importante : environ 750  à   950 mm pour les stations de plaine,. Les pluies sont assez bien réparties sur les 12 mois de l'année au nord et prennent de plus en plus d'importance en automne tout en devenant de plus en plus rares l'été et l'hiver (les deux saisons sèches) en allant vers le sud.
On compte environ 20 jours avec chutes de neige en moyenne sur le nord de la Drôme (bien plus en montagne) et de moins en moins en allant vers le sud (10 jours avec chutes de neige à Montélimar). Les épisodes neigeux importants (>10 cm au sol) ne sont pas rares en vallée du Rhône et même ces dernières années : novembre 2019, mars 2010, janvier 2010, janvier 2006 (par deux fois), avril 2005, janvier 2003, février 2001, novembre 1999, janvier 1997, décembre 1996, etc.
La Drôme est un des départements les plus foudroyés par les orages avec le Vaucluse et l'Ardèche. Les orages sont intenses, surtout en automne, mais peuvent l'être également en été en cas de flux d'est avec un peu d'air frais en altitude (205 mm tombés en 2 heures lors d'un orage isolé à Montélimar le 20 septembre 1982).
L'amplitude thermique est importante : 4 °C environ de température moyenne sur la moitié nord du département en janvier contre 22 °C environ pour juillet ; 5 °C environ de température moyenne sur la moitié sud du département en janvier contre 23 °C environ en juillet.

## Toponymie
Le département tire son nom de la Drôme, rivière préalpine et l'un des affluents du Rhône, longue de 110 km. Cette rivière trouve sa source à la limite des Hautes-Alpes et de la Drôme, à La Bâtie-des-Fonds.

## Histoire

Carte de la Drôme (1790)

Le département a été créé par la Révolution française, le 5 mars 1790 en application de la loi du 22 décembre 1789, à partir d'une partie de la province du Dauphiné à laquelle il appartenait avec l'Isère et les Hautes-Alpes, et de parties issues de Provence et du Comtat venaissin,, (voir Drôme provençale).

Carte du département de la Drôme vers 1800

Les limites du département furent plusieurs fois modifiées à la suite de l'annexion du Comtat Venaissin en 1792 puis de la création du département de Vaucluse en 1793. Les villes de Carpentras et Valréas, notamment, firent partie de la Drôme de façon éphémère. Ces modifications créèrent une enclave de Vaucluse (canton de Valréas) dans la Drôme, une des deux seules enclaves de ce genre persistantes en France avec celles du département des Hautes-Pyrénées dans le département des Pyrénées-Atlantiques (mais il en existait beaucoup sous l'Ancien Régime : voir notamment la page Enclave des papes).
Le 2 mars 1982, la loi Defferre (voir Décentralisation en France) promulguée par le gouvernement de Pierre Mauroy regroupe les départements en 22 régions. La Drôme fait désormais partie de la région Rhône-Alpes (Ain, Ardèche, Drôme, Isère, Loire, Rhône, Savoie, Haute-Savoie).
Le 1er janvier 2016, la région Rhône-Alpes fusionne avec la région Auvergne pour devenir la nouvelle région administrative Auvergne-Rhône-Alpes.

## Politique
- Liste des députés de la Drôme
- Liste des sénateurs de la Drôme
- Liste des conseillers généraux de la Drôme
- Liste des préfets de la Drôme

## Démographie
Les habitants de la Drôme sont les Drômois. En 2022, le département de la Drôme comptait officiellement 521 432 habitants.
En cinq ans, de 2013 à 2018, sa population a diminué de près de 4 200 unités, c'est-à-dire de plus ou moins 840 personnes par an. Mais cette variation est différenciée selon les 363 communes que comporte le département.
La densité de population de la Drôme, 79,9 habitants/km2 en 2022, est inférieure à celle de la France qui est de 107,1 pour la même année.

### Évolutions démographiques
| 1791    | 1801    | 1806    | 1821    | 1826    | 1831    | 1836    | 1841    | 1846    |
| ------- | ------- | ------- | ------- | ------- | ------- | ------- | ------- | ------- |
| 246 687 | 235 357 | 253 502 | 273 511 | 285 791 | 299 556 | 305 499 | 311 551 | 320 075 |

| 1851    | 1856    | 1861    | 1866    | 1872    | 1876    | 1881    | 1886    | 1891    |
| ------- | ------- | ------- | ------- | ------- | ------- | ------- | ------- | ------- |
| 326 846 | 324 760 | 326 684 | 324 231 | 320 417 | 321 756 | 313 763 | 314 615 | 306 419 |

| 1896    | 1901    | 1906    | 1911    | 1921    | 1926    | 1931    | 1936    | 1946    |
| ------- | ------- | ------- | ------- | ------- | ------- | ------- | ------- | ------- |
| 303 491 | 297 321 | 297 270 | 290 894 | 263 509 | 263 750 | 267 080 | 267 281 | 268 233 |

| 1954    | 1962    | 1968    | 1975    | 1982    | 1990    | 1999    | 2006    | 2011    |
| ------- | ------- | ------- | ------- | ------- | ------- | ------- | ------- | ------- |
| 275 280 | 304 227 | 342 891 | 361 847 | 389 781 | 414 072 | 437 778 | 468 608 | 487 993 |

| 2016    | 2021    | 2022    | - | - | - | - | - | - |
| ------- | ------- | ------- | - | - | - | - | - | - |
| 508 006 | 519 458 | 521 432 | - | - | - | - | - | - |

### Communes les plus peuplées

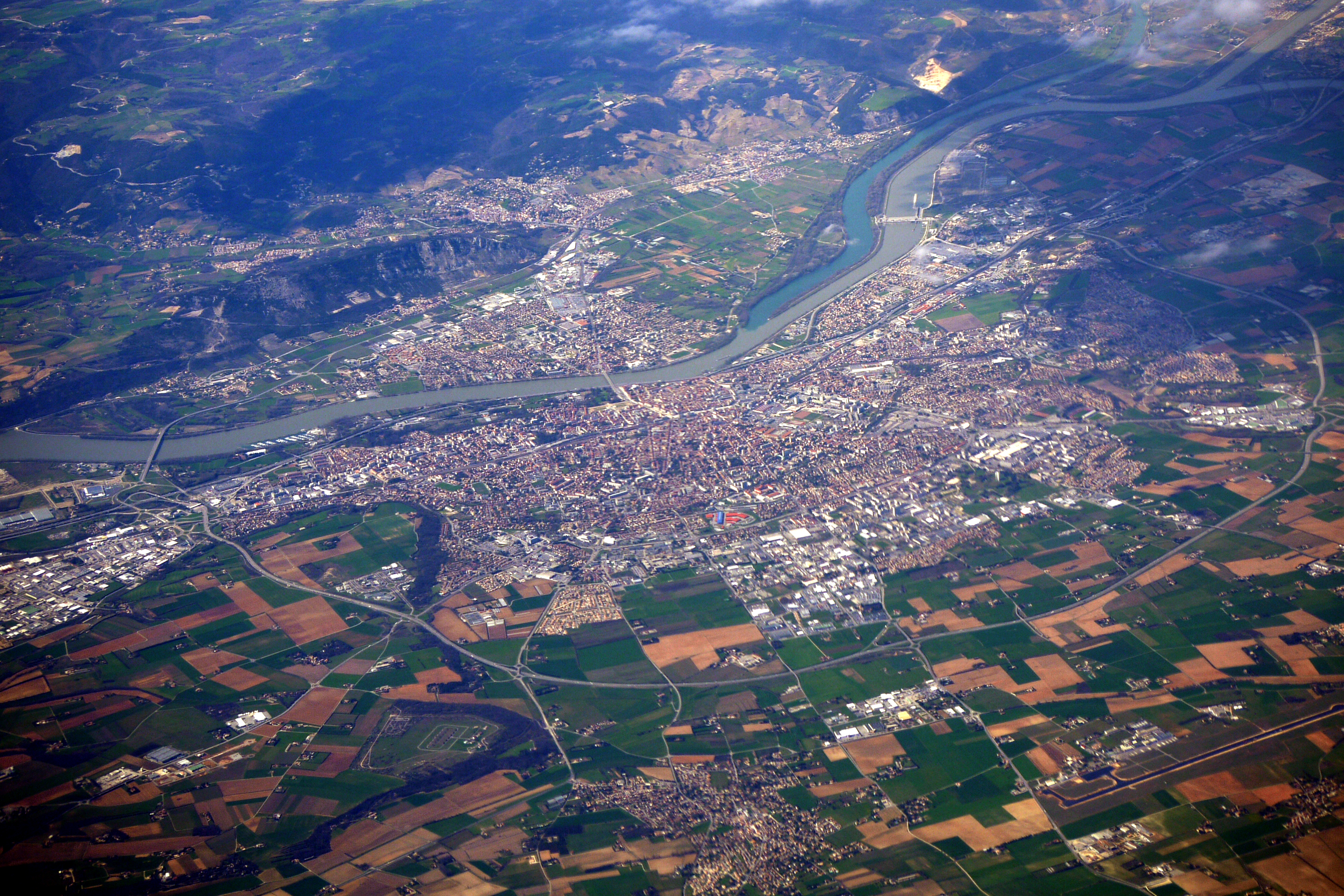
Vue aérienne de Valence, le chef-lieu de la Drôme.

| Nom                       | Code Insee | Intercommunalité                      | Superficie (km2) | Population (dernière pop. légale) | Densité (hab./km2) | Modifier                                    |
| ------------------------- | ---------- | ------------------------------------- | ---------------- | --------------------------------- | ------------------ | ------------------------------------------- |
| Valence                   | 26362      | CA Valence Romans Agglo               | 36,69            | 64 288 (2022)                     | 1 752              | modifier les données · modifier les données |
| Montélimar                | 26198      | CA Montélimar-Agglomération           | 46,81            | 40 356 (2022)                     | 862                | modifier les données · modifier les données |
| Romans-sur-Isère          | 26281      | CA Valence Romans Agglo               | 33,08            | 33 139 (2022)                     | 1 002              | modifier les données · modifier les données |
| Bourg-lès-Valence         | 26058      | CA Valence Romans Agglo               | 20,30            | 19 872 (2022)                     | 979                | modifier les données · modifier les données |
| Pierrelatte               | 26235      | CC Drôme Sud Provence                 | 49,56            | 13 909 (2022)                     | 281                | modifier les données · modifier les données |
| Portes-lès-Valence        | 26252      | CA Valence Romans Agglo               | 14,43            | 10 369 (2022)                     | 719                | modifier les données · modifier les données |
| Bourg-de-Péage            | 26057      | CA Valence Romans Agglo               | 13,71            | 9 777 (2022)                      | 713                | modifier les données · modifier les données |
| Livron-sur-Drôme          | 26165      | CC du Val de Drôme en Biovallée       | 39,52            | 9 272 (2022)                      | 235                | modifier les données · modifier les données |
| Saint-Paul-Trois-Châteaux | 26324      | CC Drôme Sud Provence                 | 22,04            | 8 776 (2022)                      | 398                | modifier les données · modifier les données |
| Crest                     | 26108      | CC du Crestois et du pays de Saillans | 23,38            | 8 712 (2022)                      | 373                | modifier les données · modifier les données |
| Saint-Rambert-d'Albon     | 26325      | CC Porte de DrômArdèche               | 13,41            | 6 947 (2022)                      | 518                | modifier les données · modifier les données |
| Chabeuil                  | 26064      | CA Valence Romans Agglo               | 41,07            | 6 860 (2022)                      | 167                | modifier les données · modifier les données |
| Nyons                     | 26220      | CC des Baronnies en Drôme provençale  | 23,45            | 6 794 (2022)                      | 290                | modifier les données · modifier les données |
| Loriol-sur-Drôme          | 26166      | CC du Val de Drôme en Biovallée       | 28,66            | 6 584 (2022)                      | 230                | modifier les données · modifier les données |
| Chatuzange-le-Goubet      | 26088      | CA Valence Romans Agglo               | 28,24            | 6 375 (2022)                      | 226                | modifier les données · modifier les données |

### Aires urbaines
Le département comporte trois aires urbaines :
- Aire urbaine de Valence : 176 295 ;
- Aire urbaine de Montélimar : 71 764 ;
- Aire urbaine de Romans-sur-Isère : 51 000.

## Économie
L'essentiel de l'économie drômoise se situe à l'ouest du département, le long du Rhône. Cette zone, qui concentre la majorité de la population du département, est en outre desservie par des voies de communication majeures comme l'autoroute A7 ainsi que par les lignes ferroviaires LGV Rhône-Alpes et LGV Méditerranée. L'activité économique de la région valentinoise a été dynamisée par la mise en service de la gare de Valence TGV en 2001.

### Agriculture
L'agriculture du département est caractérisée par ses nombreuses petites exploitations aux cultures très diverses (fruits et légumes, vigne, plantes aromatiques et médicinales, fruits à noyau, élevage…) sauf dans la plaine de Valence et la Valdaine près du Rhône, où l'on trouve une agriculture intensive sur de grandes parcelles, dans des territoires déboisés et dénués de chemins de promenade à la différence de la frange est du département et de la Drôme provençale.
L'arboriculture fruitière a beaucoup souffert du virus de la sharka et, à la suite de l'extension de la maladie dans les exploitations environnantes de la station de l'INRA au Domaine de Gotheron (Saint-Marcel-lès-Valence) est née une polémique sur la présence et l'origine de ce virus sur le territoire français. Des producteurs privés ont engagé des poursuites contre l'INRA et l'État.
En mars 2012, le tribunal administratif de Marseille a relevé dans son jugement que l'INRA a importé des milliers d'arbres de plusieurs variétés en provenance de pays d'Europe de l'Est fortement touchés par le virus de la sharka.
La Drôme est aussi le deuxième département biologique de France après le Var (17,7 %) avec 16,5 % de sa SAU certifiée[réf. souhaitée]. Chaque année, le département participe au Salon International de l'Agriculture.
Parmi les vins produits localement figurent les comtés-rhodaniens.

### Tourisme

#### Sites touristiques
Sites touristiques les plus visités :
- la Ferme aux crocodiles à Pierrelatte (289 721 visiteurs) ;
- le château de Grignan à Grignan (149 723 visiteurs) ;
- le Palais idéal du facteur Cheval à Hauterives (129 736 visiteurs) ;
- le Palais des Bonbons et du Nougat à Montélimar (125 347 visiteurs)[15].

La Drôme comporte cinq villages distingués par le label « Plus beaux villages de France » : La Garde-Adhémar, Grignan, Mirmande, Montbrun-les-Bains et Le Poët-Laval.

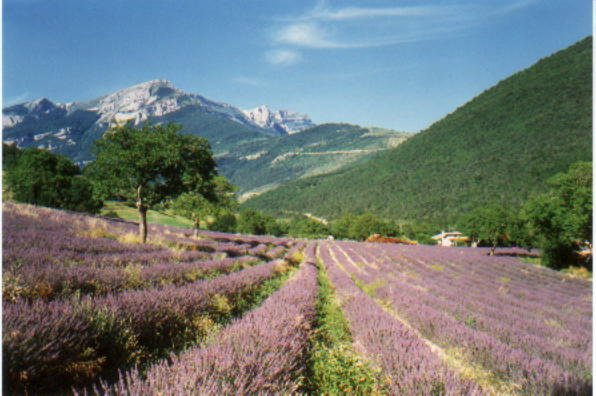
Drôme provençale.
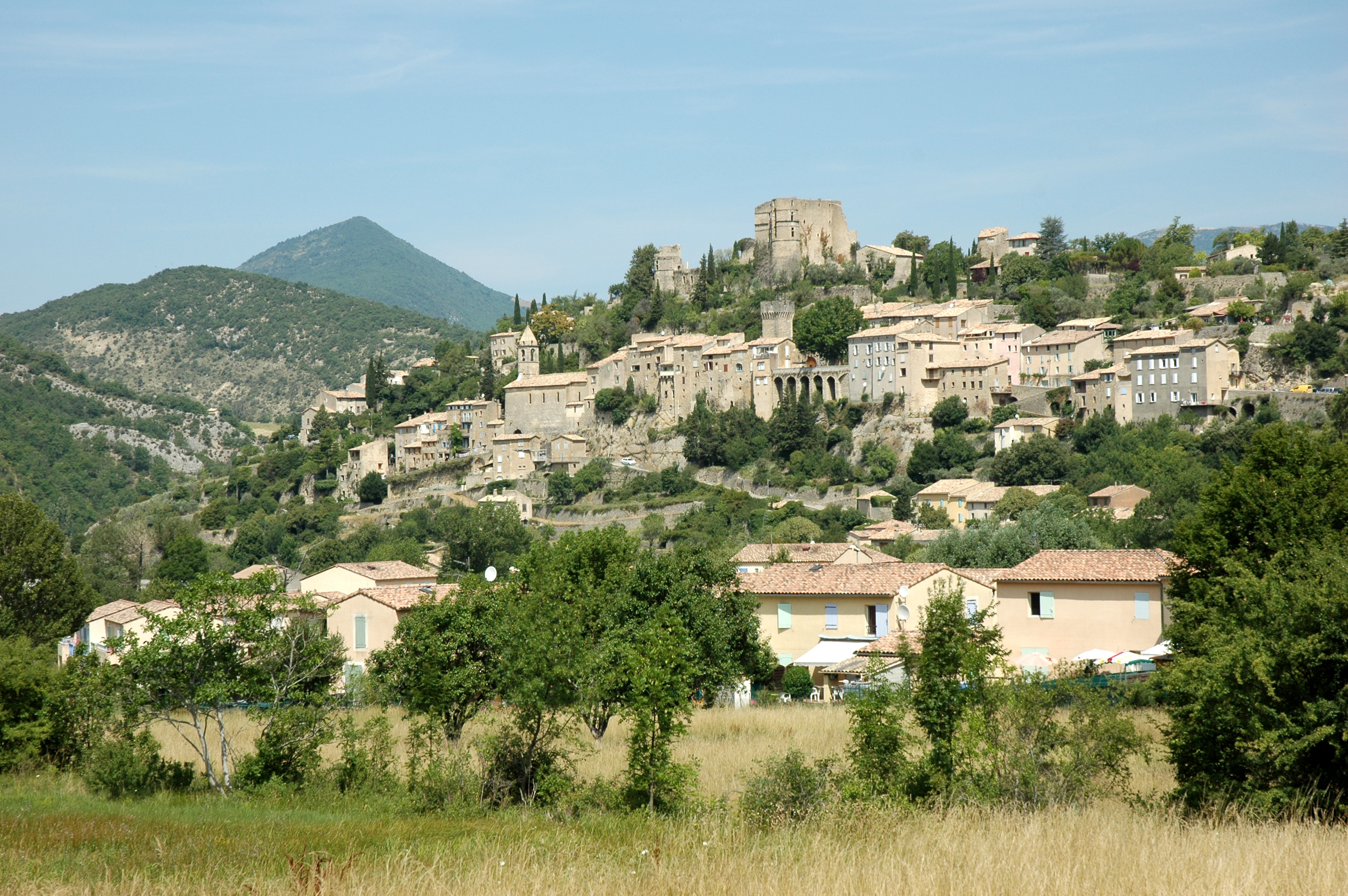
Montbrun-les-Bains.
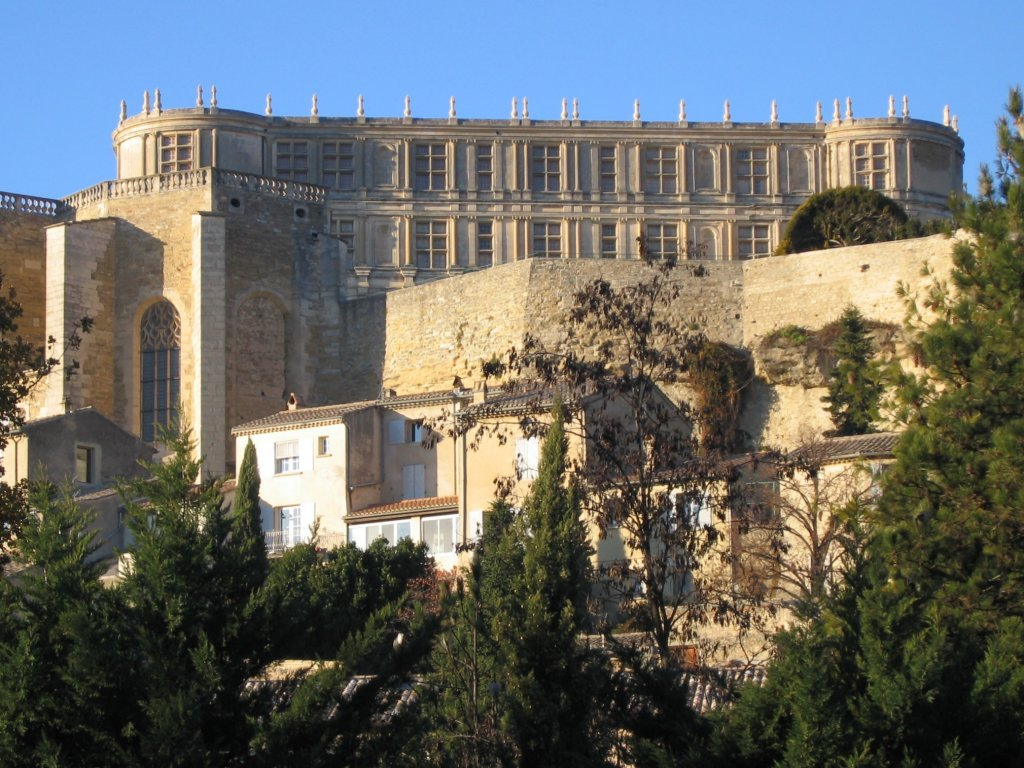
Château de Grignan.
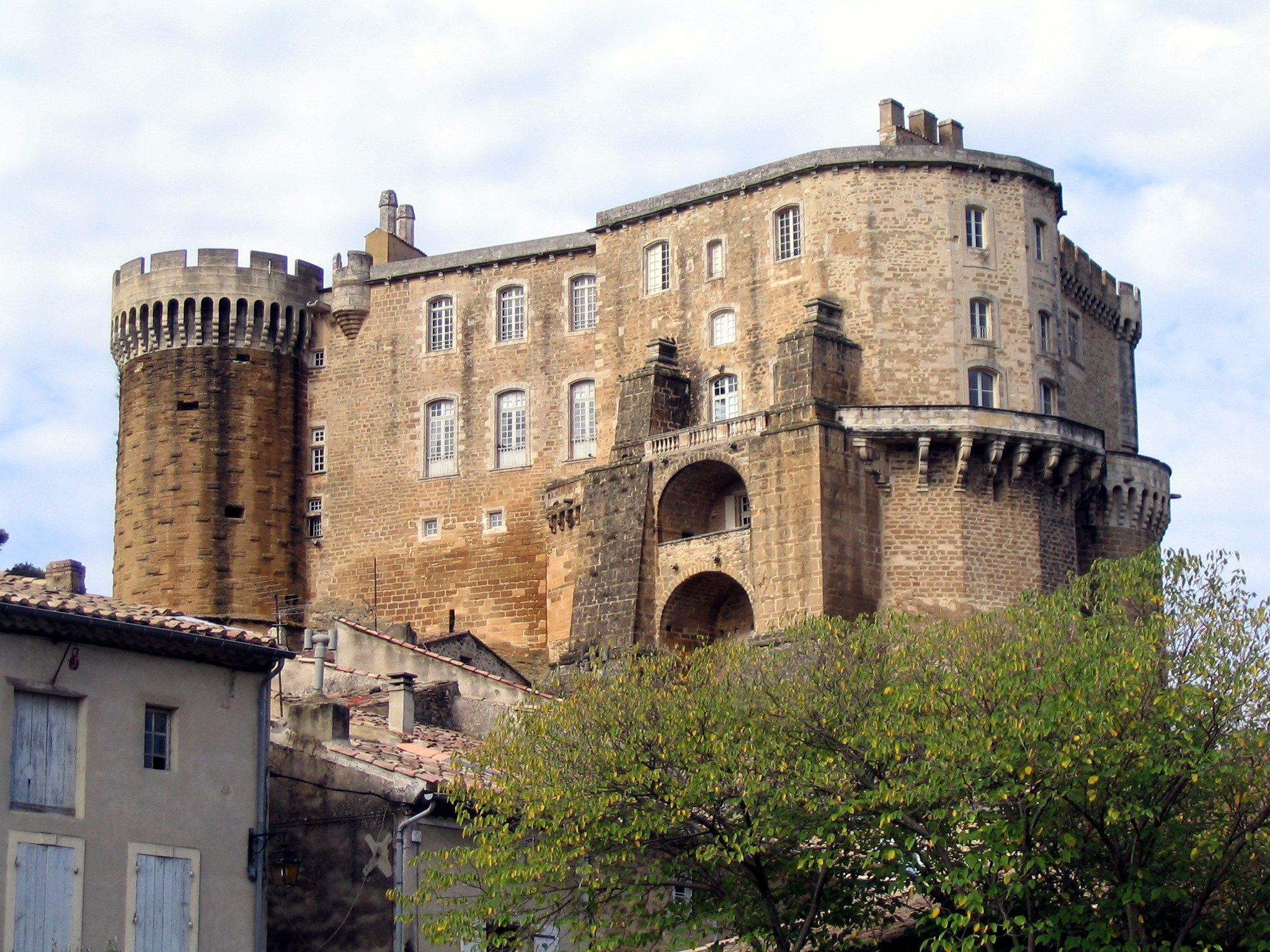
Château de Suze-la-Rousse.
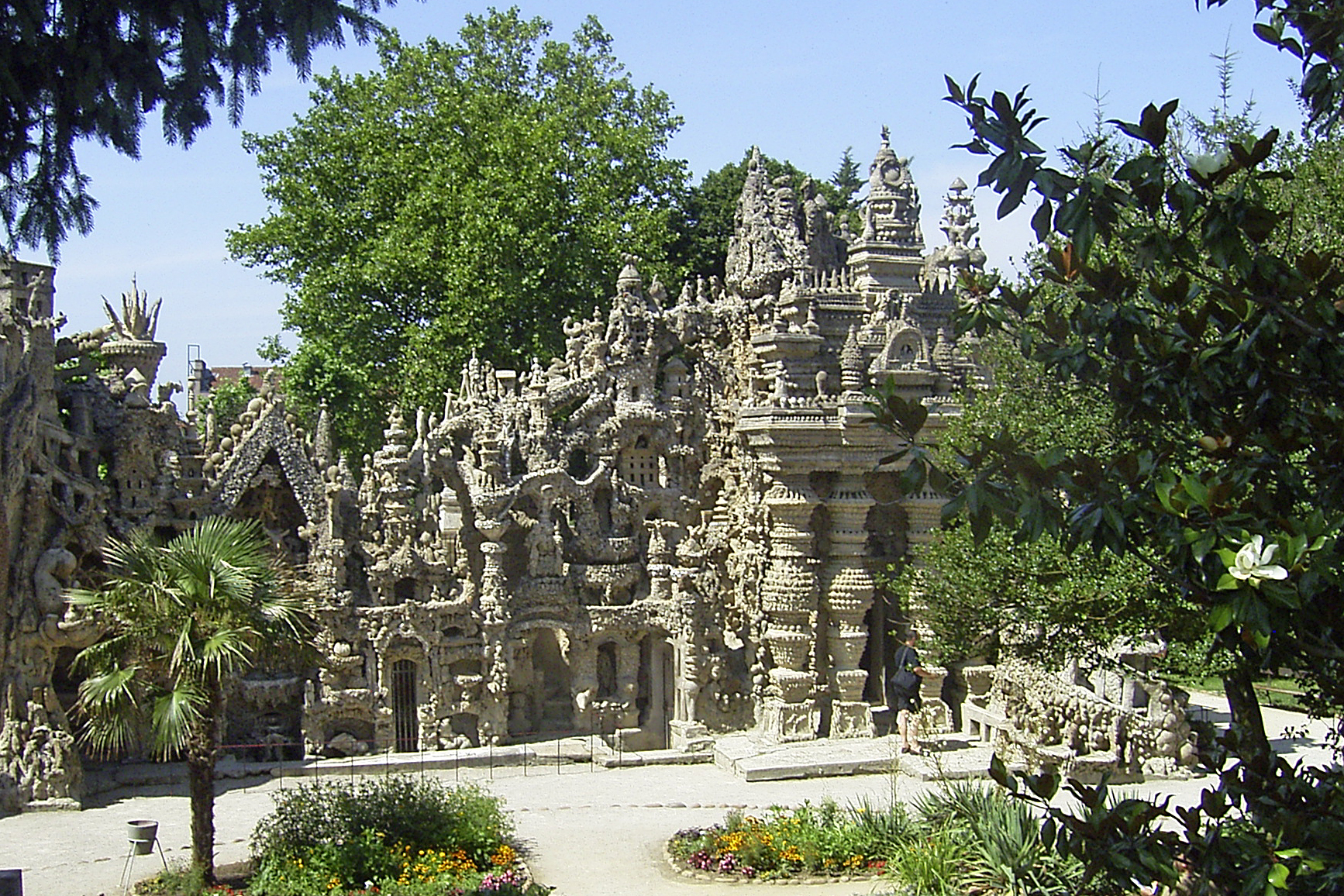
Le Palais idéal du Facteur Cheval.

#### Stations d'hiver
Les stations de la Drôme proposent des activités neige l'hiver (ski alpin, ski nordique, chiens de traîneaux, raquettes…) et des activités ludiques et familiales l'été (Dévalkart, trottinettes de descente, luge sur rail…).
La Drôme compte six stations de ski :
- Bouvante / Font d'Urle - Chaud Clapier : station de ski alpin et de ski de fond.

Le domaine alpin compte huit téléskis et seize pistes (trois rouges, huit bleues, cinq vertes) ainsi qu'un boardercross et un snowpark.
Le domaine de ski de fond compte 115 kilomètres de piste. Il est relié au site du Col de Carri.
- Léoncel / le Grand Échaillon : station de ski de fond comptant 28 kilomètres de piste.
- Lus-la-Croix-Haute / Lus-La Jarjatte : la station est composée d'un domaine alpin et d'un domaine de ski de fond.

Le domaine alpin compte quatre téléskis, deux télé-cordes et six pistes.
Le domaine de ski de fond compte 22 kilomètres de pistes.
- Saint-Agnan-en-Vercors / le Col de Rousset (entre 1255 et 1700 m d'altitude) : la station propose onze pistes vertes, neuf pistes bleues, quatre pistes rouges et deux pistes noires. Elle compte plusieurs remontées mécaniques (un télésiège, six téléskis, un tapis et un fil neige). Il y a également un snow park, une piste de luge et un circuit raquette[21].

En été, il est également possible d'y faire de la trottinettes de descente, de la luge sur rail ainsi que du biathlon.
- Saint-Julien-en-Vercors et Saint-Martin-en-Vercors / Herbouilly : la station de ski de fond est incluse dans l'espace nordique du Haut-Vercors[23] comprenant les stations de ski de fond de Corrençon-en-Vercors et de Bois-Barbu (Villard-de-lans). L'ensemble nordique possède 153 km de piste[24].
- Vassieux-en-Vercors / Stade Raphaël Poirée : la station possède 20 kilomètres de pistes de ski de fond.

On peut également y pratiquer le biathlon (présence d'un pas de tir) et, l'été, du ski roue.

#### Les résidences secondaires
Selon le recensement général de la population du 1er janvier 2008, 8,2 % des logements disponibles dans le département étaient des résidences secondaires.
Ce tableau indique les principales communes de la Drôme dont les résidences secondaires et occasionnelles dépassent 10 % des logements totaux en 2008 :
| Ville                  | Population municipale | Nombre de logements | Résidences secondaires | % rés. secondaires |
| ---------------------- | --------------------- | ------------------- | ---------------------- | ------------------ |
| Saint-Agnan-en-Vercors | 381                   | 498                 | 313                    | 62,85 %            |
| Lus-la-Croix-Haute     | 498                   | 694                 | 426                    | 61,42 %            |
| La Motte-Chalancon     | 441                   | 471                 | 250                    | 53,05 %            |
| Montbrun-les-Bains     | 581                   | 723                 | 365                    | 50,44 %            |
| Châtillon-en-Diois     | 566                   | 597                 | 281                    | 47,03 %            |
| La Chapelle-en-Vercors | 673                   | 605                 | 258                    | 42,65 %            |
| Mollans-sur-Ouvèze     | 1 023                 | 850                 | 338                    | 39,76 %            |
| Vinsobres              | 1 101                 | 809                 | 302                    | 37,29 %            |
| Saillans               | 1 056                 | 821                 | 237                    | 28,86 %            |
| Buis-les-Baronnies     | 2 312                 | 1 577               | 385                    | 24,38 %            |
| Mirabel-aux-Baronnies  | 1 523                 | 975                 | 222                    | 22,76 %            |
| Grignan                | 1 521                 | 943                 | 197                    | 20,87 %            |
| Dieulefit              | 3 088                 | 2 036               | 400                    | 19,65 %            |
| Nyons                  | 7 096                 | 4 551               | 893                    | 19,61 %            |
| Taulignan              | 1 588                 | 981                 | 192                    | 19,57 %            |
| Die                    | 4 358                 | 2 791               | 358                    | 12,82 %            |

- Source Insee,chiffres au 01/01/2008.

## Culture et patrimoine

### Patrimoine culturel

#### Langues régionales

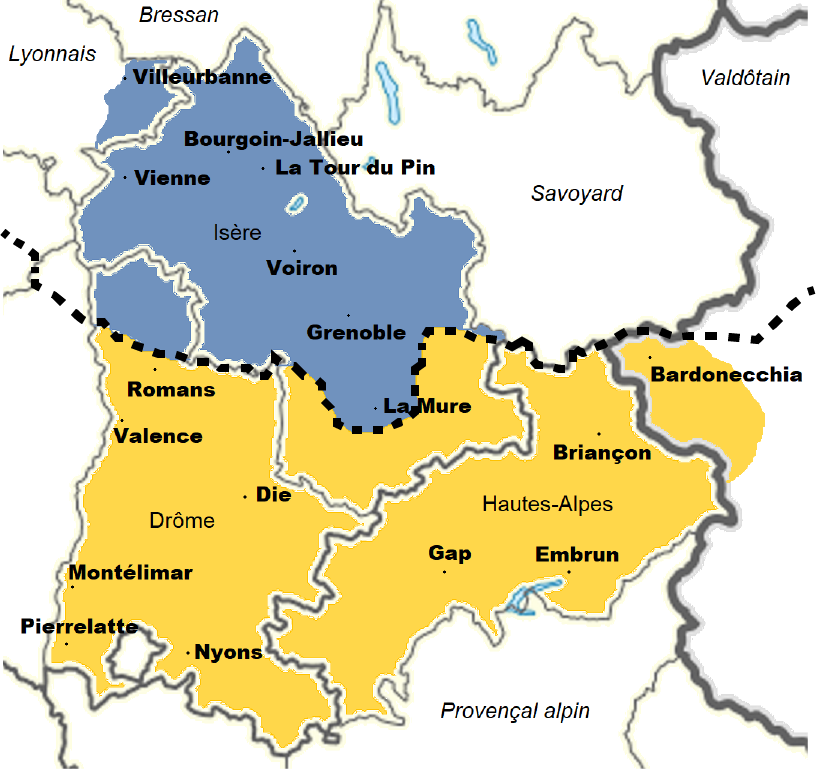
En bleu : romand (francoprovençal, arpitan) ; en jaune : occitan.

La Drôme relève de deux anciennes aires linguistiques : la plus grande partie du département, au sud, était dans l'aire de locution de l'occitan et la pointe nord du département dans celle du francoprovençal (plus récemment dénommé « romand » ou « arpitan »).
Ces deux langues minoritaires sont classées parmi les langues romanes.
Le nom de la Drôme (prononcé [dʁoːm]) se dit Droma en occitan (ou Droumo en graphie mistralienne) et en francoprovençal, prononcé respectivement [ˈdru.mɔ] et [ˈdʁoːma]).
L'appellation imprécise de « drômois » est parfois utilisée. Cependant, dans la classification linguistique (dialectologique), il n'existe pas un idiome « drômois » qui coïnciderait avec les limites du département. Les parlers de la Drôme sont classés de la manière suivante :
- Au nord de la rivière Isère, le francoprovençal couvre la Drôme des Collines. On y parlait le dialecte dauphinois.
- Au sud, l'occitan couvre presque toute la Drôme.
  - L'occitan de la Drôme appartient au dialecte vivaro-alpin, qui s'étend du Vivarais, d'Yssingeaux et de Saint-Bonnet-le-Château à l'ouest jusqu'aux Alpes italiennes à l'est, en passant par la Drôme. Le vivaro-alpin se divise lui-même en deux sous-dialectes :
    - Le vivaro-dauphinois, qui couvre l'ensemble de la Drôme et le nord du Vivarais (ou nord de l'Ardèche) ainsi que les régions d'Yssingeaux (Haute-Loire) et de Saint-Bonnet-le-Château (Loire).
    - L'alpin, qui couvre surtout les Alpes du Sud (en France et en Italie) et qui frôle l'est de la Drôme.
    - Les parlers occitans (vivaro-alpins) de la région de Romans-sur-Isère (Tournon-sur-Rhône, Tain-l'Hermitage et jusqu'à Saint-Donat-sur-l'Herbasse) connaissent des traits de transition vers le francoprovençal, mais restent malgré tout occitans.

  - L'occitan du Sud de la Drôme (ou Drôme provençale) fait la transition entre le dialecte vivaro-alpin et le dialecte provençal.

#### La Drôme dans la littérature
- 1946 : Tarendol, roman de René Barjavel ayant le département pour cadre.
- 1950 : Les Âmes fortes, Roman de Jean Giono prend place dans la Drôme, plus particulièrement à Châtillon.

#### Gastronomie
Vins AOC
- châtillon-en-diois (AOC)
- clairette de Die (AOC)
- coteaux-de-die (AOC)
- côtes-du-rhône (AOC)
  - côtes-du-rhône villages (AOC)
  - côtes-du-rhône Brézème (AOC)
- crémant de Die (AOC)
- crozes-hermitage (AOC) ou crozes-ermitage
- hermitage (AOC), ermitage ou l'hermitage

Indication géographique protégée (IGP)
- Agneau de Sisteron
- Ail de la Drôme
- Miel de Provence
- Petit épeautre de Haute-Provence
- Raviole du Dauphiné
- Saint-marcellin
- Thym de Provence[27]
- Volailles de la Drôme (dont pintades)

#### Festivités
La Drôme est un département où se déroule la Fête des bouviers et des laboureurs de la Drôme dans plusieurs de ses communes.

## Patrimoine naturel

### Faune
- Si vous ne connaissez pas le sujet, laissez ce bandeau (vous pouvez alors contacter les auteurs).
- Si vous supprimez le contenu mis en cause (vous pouvez préalablement contacter les auteurs),

argumentez précisément cette suppression dans la page de discussion
(un manque de référence n'est pas un argument ; une recherche réelle de référence doit avoir été effectuée, être formellement documentée).
La Drôme est un département à la biodiversité exceptionnelle, à la limite entre les influences méditerranéennes au sud, montagnardes à l'est, et océaniques au nord-ouest. On y rencontre donc une diversité faunistique unique, entre les hauteurs du Vercors et les garrigues de Montélimar.

#### Mammifères
Les 6 espèces d'ongulés présentes dans les Alpes sont observables dans la Drôme.
Le Cerf élaphe est commun dans le Vercors, le Diois, les Baronnies provençales et les Chambarans. Il est plus rare, voir absent, en Drôme des collines et dans la vallée du Rhône. Le Chevreuil européen occupe tous les milieux du département, bien qu'il soit plus rare au delà de 1500 m d'altitude et dans les grandes cultures de la vallée du Rhône. Le Sanglier d'Eurasie est abondant partout, de la montagne à la plaine. Le Chamois des Alpes est bien représenté dans le Vercors, le Diois et les Baronnies. Il est localisé sur les escarpements plus à l'ouest. Le Bouquetin des Alpes a été réintroduit sur la commune de Châtillon-en-Diois à la fin des années 1980. Il est aujourd'hui présent principalement dans le sud du Vercors, à l'est du Col du Rousset et jusqu'au sommet du Jocou. Quelques individus sont également présents dans le secteur des Grands Goulets et les gorges de la Vernaison à la suite d'une autre réintroduction ayant eu lieu en 2002 dans le Royans isérois. Le Mouflon méditerranéen est présent dans le sud du Vercors, des Gorges d'Omblèze au Val de Quint, et de manière très localisée dans le sud des Baronnies provençales, sur les contreforts du massif du Ventoux.
On peut également noter la présence ponctuelle de petites populations plus ou moins naturalisées de Daim européen et de Cerf sika dans les Chambarans et l'ouest du Vercors. Ces populations sont possiblement éteintes aujourd'hui.
Les grands prédateurs sont également bien présents sur le territoire drômois. Le Loup gris y est de retour depuis la fin des années 1990. Le département abrite une population aujourd'hui[Quand ?] assez importante, avec au moins une vingtaine de meutes[réf. souhaitée]. L'espèce est présente au moins ponctuellement dans tout le département, mais plus commune dans l'est, dans le Vercors, le Diois et les Baronnies. La présence du Lynx boréal est soupçonnée dans le nord-est du département, principalement dans le Vercors. Ce dernier massif a également abrité les derniers Ours bruns des Alpes françaises, qui s'y sont éteints au milieu du XXe siècle.
Les petits prédateurs sont également diversifiés dans le département. Le Renard roux, le Blaireau européen, la Fouine et la Belette pygmée sont présents à peu près dans tout le département. Les zones de montagne, à l'est, abritent également des Hermines et des Martres des pins. Enfin, dans les secteurs à affinité méditerranéenne, la Genette commune est bien présente. La présence discrète du Chat forestier dans le nord et l'est du département semble de plus en plus crédible depuis quelques années et divers retours d'observations. Le Chacal doré n'a pas encore été observé dans le département, mais sa présence y est soupçonnée, notamment dans l'est. La présence de Visons d'Amérique a été notée ponctuellement le long de la Drôme, issus d'individus échappés d'une ferme d'élevage, sans que le statut de cette population ne soit connu actuellement.
Le long des cours d'eau, fleuves et rivières, on rencontre communément le Castor d'Eurasie. Certains secteurs sont également occupés par des Ragondins et des Rats musqués, deux espèces invasives originaires d'Amérique. Depuis quelques années, la Loutre d'Europe a fait son retour naturel sur les zones humides du département et est désormais présente sur la plupart des cours d'eau des Baronnies provençales, du Diois et du Vercors.
Le département de la Drôme offre une diversité exceptionnelle de chiroptères (chauves-souris). 32 espèces y sont connues, sur les 36 référencées en France. On y trouve aussi bien le Murin de Capaccini, dans le sud, que l'Oreillard montagnard, dans l'est.
La diversité est également très élevée au sein des petits mammifères rongeurs et insectivores, avec par exemple le Mulot alpestre, le Campagnol de Fatio, le Campagnol des neiges, la Crossope aquatique ou le Pachyure étrusque, plus petit mammifère d'Europe.

#### Oiseaux
La diversité ornithologique de la Drôme est également particulièrement importante. Plus de 200 espèces d'oiseaux y ont été observées, dont environ 130 sont nicheuses.
Les 4 espèces de vautours françaises y sont nicheuses, pour la plupart issues de programmes de réintroduction menés dans les Baronnies provençales et le sud du Vercors. On y trouve donc le Gypaète barbu (2 couples en 2023), le Vautour fauve (env. 500 couples en 2023), le Vautour moine (env. 12 couples en 2023) et le Percnoptère d'Égypte (1 couple en 2023). Le Vautour de Rüppell y est également observé ponctuellement, principalement sur les placettes d'équarrissage naturel.
L'Aigle royal est bien représenté dans le département avec environ 10% de la population française, soit plus d'une quarantaine de couples connus en 2023. Il occupe toutes les zones de montagne et de collines de l'est du département. L'Aigle de Bonelli est observé tous les ans, principalement dans les Baronnies provençales et le Diois, bien qu'aucun couple n'y soit connu pour le moment.
Le Balbuzard pêcheur est un migrateur régulier, et le Pygargue à queue blanche et l'Aigle botté y sont plus rares mais observés annuellement.
Le Circaète Jean-le-Blanc, la Bondrée apivore, la Buse variable et le Milan noir sont communs, principalement en été, sur la plupart des massifs montagneux et forestiers. Le Milan royal niche de façon plus localisée dans le Vercors et les Monts du Matin.
Le Faucon pèlerin et le Faucon crécerelle sont communs sur les falaises et dans les villes du département. Le Faucon hobereau niche le long des principaux cours d'eau, et les Faucons émerillon et kobez sont présents en migration. Ils sont notamment observables sur les terrains de l'aérodrome de Chabeuil par exemple.
Le département abrite une importante population de Grand-ducs d'Europe, présente sur la quasi-totalité du territoire. La vallée du Rhône et les massifs méridionaux sont également occupés par une importante population de Chevêches d'Athéna et de Petit-ducs scops. Les zones de montagne sont quant à elles occupées par des populations de Nyctales de Tengmalm et de Chevêchettes d'Europe. L'Effraie des clochers se concentre principalement sur la vallée du Rhône.
Le sud du département accueille la seule population d'Auvergne-Rhône-Alpes d'Outarde canepetière dans le secteur de Suze-la-Rousse. 16 mâles chanteurs y étaient connus en 2016. L'Oedicnème criard occupe les mêmes genres de milieux, mais est nettement plus commun et largement réparti dans les zones basses du département.
Les hauteurs du Vercors et du Diois accueillent plusieurs populations menacées de Tétras lyre. Le Lagopède alpin est également présent sur les plus hauts sommets de Châtillon-en-Diois ou de Lus-la-Croix-Haute mais est également très menacé. La Perdrix bartavelle est un peu plus commune sur les versants secs des hauteurs du Vercors et du Diois, et la Gélinotte des bois est bien présente dans les forêts du Vercors, et plus rares dans les secteurs forestiers les plus frais et hauts du Diois et des Baronnies Provençales. Dans les secteurs bas, les Perdrix rouges et Perdrix grises sont assez communes, bien que souvent issues de lâchers à des fins cynégétiques.
Les cours d'eau du nord-est du département accueillent quelques couples de Harles bièvres, renforcés en hiver par des effectifs nordiques. Peu d'espèces de canards nichent dans le département. Cependant, des effectifs intéressants d'hivernants sont observables sur les gravières le long du Rhône et de la Drôme. On y observe communément le Canard colvert, le Canard chipeau, la Sarcelle d'hiver, le Fuligule morillon, le Fuligule milouin et le Fuligule nyroca (en petit nombre au milieu des autres espèces).
Sur ces mêmes zones, ainsi que sur les autres zones humides du département, on observe à l'année, en migration ou en période de nidification des Hérons cendrés et pourprés, des Aigrettes garzettes, des Hérons garde-boeuf, des Crabiers chevelus et des Blongios nains, bien que les deux derniers soient assez rares. L'Ibis falcinelle ne niche pas dans le département à ce jour mais est observé annuellement. Ces dernières années, quelques Ibis chauves issus des programmes de réintroduction suisses et allemands sont observés en migration.
Le belvédère de Pierre-Aiguille, sur la commune de Crozes-Hermitage, situé sur un rétrécissement de la vallée du Rhône, est un site majeur de suivi de migration en France. Les observateurs y enregistrent chaque année plusieurs dizaines de milliers d'oiseaux de passage, notamment plusieurs milliers de Cigognes blanches, des centaines de Grues cendrées et quelques dizaines de Cigognes noires.
Les zones cultivées, notamment les vignobles de basse altitude, accueillent des espèces à affinité méridionale comme le Guêpier d'Europe, le Rollier d'Europe, la Huppe fasciée ou le Moineau soulcie.
Les zones urbaines et de falaises sont utilisées par des Martinets noirs et des Martinets à ventre blanc. Le centre de Valence accueille également quelques couples de Martinets pâles.
On y trouve également des Hirondelles rustiques, de fenêtre, de rochers, de rivages et quelques rares couples d'Hirondelles rousselines dans les Baronnies provençales, limite nord de répartition de l'espèce en France.
Les passereaux représentent le groupe le plus diversifié d'oiseaux dans le département. On y trouve un cortège méditerranéen, composé par exemple de la Fauvette mélanocéphale, de la Fauvette orphée, du Monticole bleu, du Pouillot de Bonelli… Les Baronnies provençales marquaient historiquement la limite nord de répartition du Traquet oreillard, mais cette espèce très menacée a probablement disparue du département.
Les espèces montagnardes, comme la Mésange boréale, le Venturon montagnard, le Bec-croisé des sapins, le Merle à plastron ou l'Accenteur alpin se rencontrent dans les massifs de l'est du département.

#### Amphibiens
Zone de rencontre entre plusieurs influences, la Drôme est également riche d'une importante diversité en amphibiens, avec 14 espèces connues à ce jour.
On y rencontre des espèces méditerranéennes comme la Rainette méridionale, le Pélobate cultripède ou le Pélodyte ponctué. Les secteurs des Chambarans, du Vercors et du Diois sont également occupés par des populations de Sonneurs à ventre jaune.
Les zones fraîches de montagne sont fréquentées par les Tritons alpestres, et de nombreux villages sont occupés par l'Alyte accoucheur.

#### Reptiles
Au même titre que pour les amphibiens, le positionnement de la Drôme en fait un département particulièrement riche en reptiles, avec 23 espèces connues à ce jour.
Le département est la limite nord de certaines espèces méditerranéennes comme le Lézard ocellé, le Psammodrome d'Edwards, le Sceps strié, la Couleuvre à échelons ou la Couleuvre de Montpellier.
Le sud du département accueille une des deux seules populations connues à l'est du Rhône de Lézards catalans. On y trouve également une petite population introduite de Lézards siciliens, découverte en 2022.
Le gecko Tarente de Maurétanie est présent dans une grande partie du département, probablement favorisé par les changements climatiques en cours.
Une petite population de Cistude d'Europe se maintient difficilement dans les Baronnies provençales, menacée par la disparition des zones humides et par l'introduction de la Tortue de Floride.
La Vipère aspic est commune dans le département, et la Vipère d'Orsini est à rechercher sur les hauteurs des Baronnies provençales, où sa présence n'est pas confirmée, mais fortement suspectée en continuité avec les populations du Ventoux et de la montagne de Lure.

#### Poissons
La Drôme n'accueillant pas de lac naturel majeur, la plupart des populations piscicoles sont fluviales ou de rivière. On y trouve des espèces comme le Silure glane ou le Brochet commun dans le Rhône et les zones à caractère fluvial de l'Isère. Les rivières plus vives comme la Drôme, l'Eygues ou le Roubion sont occupées par des Truites farios, des Barbeaux méridionaux, des Ombres communs ou des Chabots communs et des Lamproies de rivière.
L'Apron du Rhône a fait l'objet d'un programme de réintroduction sur la Drôme, et est désormais présent sur une quarantaine de kilomètres de linéaires, de Die à Loriol-sur-Drôme principalement.

#### Papillons de jour et de nuit
Près de 180 espèces de papillons de jour (rhopalocères) sont connues dans la Drôme, soit une part importante des espèces connues en France.
Parmi les plus remarquables, on peut citer l'Apollon et le Semi-Apollon dans les zones de montagne, l'Alexanor, la Proserpine et la Diane dans les zones méditerranéennes, et des espèces plus discrètes comme l'Azuré des mouillères, l'Azuré du serpolet et l'Azuré de la sanguisorbe.
Le cortège plus commun est composé du Citron, du Citron de provence, du Flambé, du Machaon, de la Silène, de la Mégère, du Fadet commun, de l'Amaryllis, du Bleu-nacré d'Espagne ou encore du Cuivré de la verge d'or.
La diversité des papillons de nuit (hétérocères) est bien plus importante, avec plusieurs centaines d'espèces référencées. Les plus connues sont le Sphinx tête de mort, le Grand Paon de nuit ou encore le Grand Sphinx de la vigne. Cependant, de nombreuses espèces de géomètres ou de noctuelles composent la plupart du temps la majorité des cortèges.
Certaines espèces appartenant au groupe des papillons de nuit sont paradoxalement souvent observées de jour. On peut ainsi croiser dans la Drôme l'Ecaille chinée ou de nombreux zygènes dont certaines menacées comme la Zygène de la Vésubie ou la Zygène de la coronille.

#### Libellules
Plus de 50 espèces sont connues actuellement dans le département, avec une diversité d'espèces méditerranéennes, montagnardes et continentales.
Dans les secteurs de montagne, on croise part exemple l'Aeschne des joncs, le Portecoupe holarctique ou le Sympétrum jaune-d'or. Les cours d'eau ombragés de plaine accueillent le Caloptéryx occitan ou le Caloptéryx hémorroïdal, ainsi que le Spectre paisible.
Les cours d'eau plus vifs sont fréquentés par les Orthétrums bleuissant ou les Cordulégastres annelés.
Sur certaines gravières, on peut observer la Trithémis pourpre ou la Libellule écarlate par exemple.

### Flore
La flore de la Drôme subit les influences méditerranéennes au sud et dans une bonne partie de la vallée du Rhône, montagnardes dans le Vercors et le Hauts-Diois, et océaniques dans le nord-ouest du département.

#### Forêts
Les forêts sont structurées par le Sapin blanc et le Hêtre commun en montagne, au-delà de 900 m d'altitude, notamment dans le Vercors, Saou ou Valdrôme. Ces hêtraies sont plus localisées mais présentes plus bas dans le Diois et les Baronnies Provençales. En moyenne montagne, les formations les plus régulières sont des forêts de Chênes pubescents et de Pins sylvestres. Le Pin noir d'Autriche a été introduit massivement à cet étage au cours du XXe siècle et forme désormais localement des peuplements quasi monospécifiques.
Les garrigues de basse altitude sont structurées par le Chêne vert et le Genêt cendré. Les forêts de plaine du nord-ouest de la Drôme sont plus composées d'associations de Chênes sessiles ou de Chênes pédonculés avec le Charme commun.

#### Orchidées de la Drôme
Du fait de toutes les influences climatiques et de la diversité d'habitats présents, la Drôme présente une diversité exceptionnelle d'orchidées, avec près de 120 espèces observées dans le département.
Les ripisylves du Rhône sont occupées par de belles populations d'Epipactis du Rhône et d'Epipactis du castor qui fleurissent durant l'été.
Les garrigues méridionales sont le domaine de l'Ophrys jaune, de l'Ophrys de Bertoloni, de l'Ophrys des lupercales, de l'Orchis lacté, de l'Orchis papillon ou le l'Orchis géant. Quelques marais abritent des populations de Spiranthe d'été, d'Orchis à fleurs lâches et d'Orchis des marais.
En remontant un peu dans les collines et piémonts des massifs montagneux, on rencontre l'Ophrys de la Drôme, l'Ophrys miroir, l'Orchis tridentée, l'Orchis singe, l'Orchis de Provence ou le Limodore à feuilles avortées.
Dans les forêts montagnardes, s'épanouissent l'Epipactis des hêtraies, l'Epipactis pourpre, la Racine de corail, la Listère cordée, l'Epipogon sans feuilles ou le rare et protégé Sabot de Vénus. Les milieux plus ouverts sont quant à eux occupés par l'Orchis à odeur de sureau, l'Orchis pâle, l'Orchis miel, l'Orchis de Spitzel ou l'Orchis superbe.

### Espaces naturels protégés
Afin de protéger ce patrimoine naturel exceptionnel, de nombreux espaces naturels ont été classés ou protégés dans le département de la Drôme.
Une règlementation spécifique s'applique dans ces espaces. Les chiens peuvent y être interdits ou uniquement autorisés en laisse durant tout ou partie de l'année. Le feu y est interdit, de même que dans et à proximité de tous les massifs forestiers du département, la circulation des VTT et véhicules à moteur peut y être limitée ou interdite. Il est recommandé de se renseigner au préalable sur la règlementation spécifique de chacun de ces espaces avant de s'y rendre.
On peut citer :
- Le Parc naturel régional des Baronnies Provençales
- Le Parc naturel régional du Vercors
- La Réserve naturelle nationale des Hauts-Plateaux du Vercors
- La Réserve naturelle nationale des Ramières du Val de Drôme
- La Réserve naturelle régionale du réseau de grottes à chauves-souris en Drôme et en Ardèche
- La Réserve naturelle régionale de la grotte des Sadoux
- L'Espace naturel sensible de la forêt de Saou
- L'Espace naturel sensible du plateau d'Ambel
- L'Espace naturel sensible de l'alpage Font d'Urle
- L'Espace naturel sensible de l'alpage du Jardin du Roi
- L'Espace naturel sensible de la montagne du Glandasse
- L'Espace naturel sensible de la montagne de Sapey
- L'Espace naturel sensible du marais des Bouligons
- L'Espace naturel sensible du parc de Lorient
- L'Espace naturel sensible du Serre de l'Âne
- L'Arrêté de protection d'habitat naturel des ripisylves et forêts alluviales de la rivière Drôme et de ses affluents
- L'Arrêté de protection d'habitat naturel des forêts alluviales des bassins versants du Roubion, du Jabron, de la Riaille et de leurs affluents
- L'Arrêté de protection d'habitat naturel de l'Île aux oiseaux et de l'Iône de Touchelaze
- L'Arrêté de protection de biotope du Roussas
- L'Arrêté de protection de biotope de la Combe Obscure
- L'Arrêté de protection de biotope de la plaine d'Herbouilly
- L'Arrêté de protection de biotope de l'ensemble des Freydiares
- L'Arrêté de protection de biotope du Robinet, des Roches, Malemouche et des Oliviers

## Héraldique, logotype et devise
Pour les communes : voir L'Armorial des villes et des villages de France.

Il y a aussi la page Armorial des communes de la Drôme.
Pour les armoiries du département, nous avons :
- Drôme 1 : « écartelé, au premier d'or, au dauphin vif d'azur, crêté, oreillé et barbelé de gueules ; au deuxième d'azur, à six besants d'argent, posés 3, 2 et 1, au chef d'or ; au troisième d'azur à trois bandes d'or ; au quatrième d'hermines, au chef d'or chaussé de gueules »
- Drôme 2 : « Coupé ondé, en 1 d'or au dauphin d'azur crêté, barbé, loré, peau »

Drôme 1.
Drôme 2.

#### Communes
- Noms officiels des communes : nous avons la dernière circulaire  qui rappelle que les noms officiels des communes de France sont ceux du Code officiel géographique (COG).
- Lieux-dits de chaque commune : Territoire-fr.fr.
- Lieux-dits et voies de chaque commune : Fantoir des voies et lieux-dits.
- Listes des maires : Répertoire National des Elus (RNE) ainsi que deux sites web Association des maires de la Drôme et FranceGenWeb.
- Élections municipales de 2020 : site du ministère de l'Intérieur .
- Culture et patrimoine : Le patrimoine architectural et mobilier des communes sur le site officiel du ministère français de la Culture (Bases Mérimée, Palissy,  Mémoire, ArchiDoc), Médiathèque de l'architecture et du patrimoine (archives photographiques) diffusion RMN, et service régional de l'inventaire général de la direction de la Culture et du Patrimoine de la Région Rhône-Alpes].
- Paroisses catholiques : .